# ジェフ・ホイットリー
ジェフリー・ホイットリー（英語: Jeffrey Whitley、1979年1月28日 - ）は、北アイルランドとイングランド、ザンビアの元サッカー選手。元北アイルランド代表。ポジションはMF。
兄のジム・ホイットリーより早くトップチームやA代表で出場するなど、十代の頃から才能を見せたが、アルコールやコカインへの依存症に悩まされ大成しなかった。

## クラブ歴
1989年に10歳でマンチェスター・シティFCの下部組織に加入し、1996年にトップチームに昇格した。1999年1月から3月迄の二ヶ月をレクサムAFCに期限付き移籍して過ごした。2002年3月にノッツ・カウンティFCに一ヶ月の期限付き移籍をした。その後再び2003年1月にノッツ・カウンティに3ヶ月の期限付き移籍した。同年3月にケビン・キーガンの構想外となり放出された。
練習参加を経て同年8月にサンダーランドAFCに加入した。2003-04シーズンのEFLチャンピオンシッププレーオフ進出や2004-05シーズンの優勝に貢献した。
2005年7月に契約満了でカーディフ・シティFCに加入した。レギュラーとして出場したが、翌年8月にストーク・シティFCに期限付き移籍で加入した。しかしストークでは出場機会をあまり得ることが出来なかった。カーディフは彼に移籍を許可したものの、彼はミルウォールFCやロザラム・ユナイテッドFCからのオファーを受けなかった。結局2007年2月にレクサムに期限付き移籍で再加入した。翌月の試合では決勝点を決めて勝利に貢献した。2008年1月にカーディフから放出されて、レクサムに完全移籍で加入した。しかし同年5月にフットボールカンファレンスに降格したために退団した。
その後はウッドリー・スポーツFCに試合勘を維持するために加入し、2009年3月7日にノースウィッチ・ヴィクトリアFCに移籍した。

## 代表歴
年代別代表としてはイングランドU-17代表への招集歴があり、その後北アイルランドU-21代表として出場した。
A代表は北アイルランド代表を選択し、1997年2月11日に行われたベルギー代表戦で18歳ながら初出場を記録した。代表初得点は1999年10月9日のフィンランド代表戦であった。代表最後の試合は2005年8月17日に行われたマルタ代表戦であった。

## 私生活
父が北アイルランド人で母がザンビア人。幼少期からイングランドで過ごした。兄のジムもサッカー選手で、マンチェスター・シティ時代のチームメイトでもあった。
アルコールとドラッグで身を崩した選手としても知られており、スポーティング・チャンス・クリニックに通っていた。これらへの依存から本人をして「あの頃はただただ死にたいと願った」と語った。選手引退後は自動車販売員を経て、上述の経験から同クリニックのカウンセラーに就任、その後PFAに務めた。